# Michael E. Habicht
Michael Eduard Habicht  (* 1974) ist ein Schweizer Ägyptologe und Autor. Er ist Dozent an der Flinders University in Adelaide, Australien, und seit 2021 für das FAPAB Research Center (Avola, Italien) tätig.

## Leben
Nach Erlangung der Matura in Zürich studierte Habicht klassische Archäologie, Ägyptologie und Ur- und Frühgeschichte an den Universitäten in Zürich und Basel und schloss 2006 mit dem Magister artium ab. 2018 schloss er am College of Humanities, Arts and Social Sciences der Flinders University in Australien den PhD in Bioarchäologie betreut von Maciej Henneberg mit einer Schrift über Research with Egyptian Mummies. A bioarchaeological approach to the past ab und ist seit 2019 ebenda Senior Research Fellow. Er spezialisierte sich dabei auf das Neue Reich, die Königsgräber im Tal der Könige und die „Unterweltsbücher“ wie das Duat, sowie insbesondere die Regierungszeiten der altägyptischen Könige Echnaton und Tutanchamun dieser Zeit. Bis Ende 2020 war er Mitglied des Projekts Paleopathology and Mummy Studies Group an der Universität Zürich und hat hierzu zusammen mit anderen Ägyptologen Ergebnisse der Untersuchungen veröffentlicht. Seit 2021 forscht er für das FAPAB Research Center (Italien). Sein Hauptforschungsgebiet in dieser Studie ist die Analyse von organischem Material in altägyptischen Kanopen, um auf den Gesundheitszustand königlicher Familienmitglieder und den der altägyptischen Bevölkerung zu schliessen. Verschiedene Studien befassen sich mit der Identifikation oder der Biologie der alten Ägypter (Körpergrösse, Krankheiten).
2018 trat Habicht in dem Dokumentarfilm Mythos. Die größten Rätsel der Geschichte: Die Päpstin des ZDF auf. Neben Fachartikeln hat Habicht auch einige populärwissenschaftliche Werke vorgelegt. Unter dem Pseudonym Alexander P. Dyle veröffentlichte er mehrere historische Romane.

## Veröffentlichungen (Auswahl)

### Monografien
- Nofretete und Echnaton. Das Geheimnis der Amarna-Mumien. Koehler & Amelang, Leipzig 2011, ISBN 978-3-7338-0381-0.
- Semenchkare. Phantom-Kön(ig) von Achet-Aton. Beitrag zur Erforschung der rätselhaften Nachfolge von Echnaton. epubli, Berlin 2014, ISBN 978-3-8442-8169-9.
- Päpstin Johanna. Ein vertuschtes Pontifikat einer Frau oder eine fiktive Legende? epubli, Berlin 2018, ISBN 978-3-7467-5736-0.
- Tutanchamun. 100 Jahre Entdeckung seines Grabes. epubli, Berlin 2019, ISBN 978-3-7485-3995-7.

### Aufsätze
- zusammen mit Abizgail S. Bouwman und Frank J. Rühli: Die Bedeutung von Kanopen als Quelle medizinischer und ägyptologischer Informationen. In: Göttinger Miszellen. Band 237, S. 25–40.
- zusammen mit M. Henneberg, L. M. Öhrström, K. Staub, F. J. Rühli: Body height of mummified pharaohs supports historical suggestions of sibling marriages. In: American Journal of Physical Anthropology. Band 157, Nr. 3, 2015, S. 519–525, doi:10.1002/ajpa.22728.
- zusammen mit R. Bianucci, S. Buckley, J. Fletcher, R. Seiler, L. M. Öhrström u. a.: Shedding New Light on the 18th Dynasty Mummies of the Royal Architect Kha and His Spouse Merit. In: PLoS ONE. Band 10, Nr. 7, 2015, Artikel e0131916, doi:10.1371/journal.pone.0131916.
- zusammen mit R. Bianucci, S. A. Buckley, J. Fletcher, A. S. Bouwman, L. M. Öhrström u. a.: Queen Nefertari, the Royal Spouse of Pharaoh Ramses II: A Multidisciplinary Investigation of the Mummified Remains Found in Her Tomb (QV66). In: PLoS ONE. Band 11, Nr. 11, 2016, Artikel e0166571, doi:10.1371/journal.pone.0166571.
- zusammen mit A. S. Bouwman, F. J. Rühli: Identifications of ancient Egyptian royal mummies from the 18th Dynasty reconsidered. In: American Journal of Physical Anthropology. Band 159, Nr. S61, 2016, S. 216–231, doi:10.1002/ajpa.22909.
- zusammen mit R. Gautschy, F. M. Galassi, D. Rutica, F. J. Ruhli, R. Hannig: A new astronomical based chronological model for the Egyptian Old Kingdom. In: Journal of Egyptian History. Band 10, Nr. 2, 2017, S. 69–108 (Volltext online).
- zusammen mit M. Henneberg, F. Rühli, F. M. Galassi, W. de Herder, M. E. Habicht: Oldest case of gigantism? Assessment of the alleged remains of Sa-Nakht, king of ancient Egypt. In: The Lancet Diabetes and Endocrinology. Nr. 5, 2017, S. 580–581 (Volltext online).
- zusammen mit F. M. Galassi, A. Bouwman, F. Rühli: The Canopic Jar Project: Interdisciplinary Analysis of Ancient Mummified Viscera. In: CIPEG Journal. Nr. 1, 2017, S. 75–79 doi:10.11588/cipeg.2017.1.44165 (Volltext online).
- zusammen mit P. E. Eppenberger, F. M. Galassi, F. J. Rühli, M. Henneberg: Queen Meresankh III: The oldest case of bilateral silent sinus syndrome (c. 2620/10–2570 BC)? In: ANTHROPOLOGIE. Band 56, Nr. 2, 2018, S. 103–113 (Volltext online).
- zusammen mit F. M. Galassi, W. Wettengel: The Ramesside Mummies. Identification and Medical Assessment (= Unter dem Siegel der Nekropole. Band 4). 2019.
- zusammen mit Rita Gautschy, Daniela Rutica, Francesco M. Galassi, Renate Siegmann, Rainer Hannig: Astronomische Daten und ihre Verwendung zur Festlegung der Chronologie des Alten Reiches. In: Sokar. Band 37, 2019, S. 70–73.
- zusammen mit Elena Varotto, Francesco Maria Galassi, F. Donald Pate: The elusive disease of Pharaoh Siptah (19th dynasty, ca. 1200 BC): Old problems and future perspectives. In: Neurological Sciences. 2021, doi:10.1007/s10072-021-05649-6.
- Paleopathology of the Ptolemaic Dynasty: an iconographical re-examination. In: Acta Palaeomedica. Band 2, 2021, S. 110–117, doi:10.53118/1043.
- zusammen mit E. Varotto, R. Giannino, A. Silaro Cola, F. M. Galassi: Karl I of Habsburg-Lothringen (1887-1922) and Influenza: a note on the centenary of the emperor’s demise. In: Human Evolution. Band 37, Nr. 3–4, doi:10.14673/HE2022341103.
- zusammen mit Francesco Maria Galassi, Elena Varotto: The predictive power of palaeopathology. In: Lancet Microbe. Open access: 3. März 2023, doi:10.1016/S2666-5247(23)00060-5.
- zusammen mit Cicero Moraes, Francesco Maria Galassi, Elena Varotto, Thiago Benanini: Pharaoh Tutankhamun: a novel 3D digital facial approximation. für:  Italian Journal of Anatomy and Embryology. akzeptiertes Manuscript, Mai 2023 (Volltext als PDF).
- zusammen mit Francesco Maria Galassi, Elena Varotto, Joachim H. Schleifring, Andreas G. Nerlich. The controversial skeleton of Ulrich von Hutten: an additional note pertaining syphilitic and identification matters. In: The American Journal of Medicine. Band 136, Nr. 9, Artikel: e190-e192, doi:10.1016/j.amjmed.2023.02.024 (online).